# نادي القوات المسلحة
نادي القوات المسلحة نادي كرة قدم إماراتي يقع في أبو ظبي, شارك في دوري الدرجة الأولى الإماراتي في موسم 2010-11 فقط وحصل على المركز الأول في المجموعة B. شارك معهم اللاعب عبد الله الجابري في ذلك الموسم